# 울산 울주군 여아 학대 사망사건
울산 울주군 여아 학대 사망사건(蔚山蔚州郡女兒虐待死亡事件)은 2011년 5월 13일부터 2013년 10월 24일까지 계모의 상습적인 학대로 인해 여아가 사망한 사건이다.

## 사건 개요
딸 이서현(당시 호연초등학교 2학년) 양은 지난 2009년 부모의 이혼으로 인해 생모와 헤어지고 아버지와 계모 박상복과 함께 살았다. "서현이가 상처가 있고 편식을 하는 모습이 보인다." 라며 교사가 아동보호전문기관에 신고하였고 아동보호전문기관으로부터 친부에게 지능검사 받아보라고 권유하자 친부 이 모씨는 지능검사를 거부하고 화를 내었다. 이서현 양의 계모 박 모씨는 지난 10월 24일 오전 8시 30분 울주군 자신의 아파트에서 '2,000원을 가져가지 않았다고 거짓말을 한다'는 이유로 '친구들과 소풍을 가고 싶다'는 이 양의 머리와 가슴 등을 10차례 이상 주먹과 발로 폭행해 사망하게 한 혐의를 받았다. 이 단돈 2,000원을 가져가고도 가져간 적이 없다고 거짓말을 한다는 이유로 폭행했고 범행 직후 "딸이 목욕탕 욕조에 빠져 숨진 채 발견됐다."고 경찰에 허위신고를 했다. 사건 당일 이양은 소풍을 가기로 예정된 날이었다. 이양의 시신은 부검 결과 옆구리 부위 폭행으로 양쪽 갈비뼈 16개가 골절됐고, 폭행 뒤 이 양의 몸에 든 멍을 빼기 위해 따뜻한 물을 채운 욕조에 넣었다. 따뜻한 물에 몸을 담그면 멍이 빨리 빠진다는 점을 이용한 것이다. 이 양은 결국 겁에 질린 채 호흡 곤란과 피하 출혈로 의식을 잃고 욕조 속에서 사망했다. 이 같은 사건이 밝혀지자 2013년 11월 4일 학대치사죄가 적용되었다. 그러다 11월 21일 용의자 계모 박 씨에게 울산지방검찰청은 살인죄를 적용했다. 또한 12월 12일에 피해자 이  양의 친부 이 모씨도 불구속 입건되었고, 금년 5월 30일 검찰에 불구속 기소 되었다.

## 재판 과정
12월 17일에는 울산지방법원에서 1차 공판이 열렸는데 피고인 박 씨는 범행을 부인했다. 2014년 1월 7일에는 부검의와 친부가 증인으로 채택되었는데 피고인 박 씨의 수사기관 진술, 피해자 이양의 병원기록, 119 및 112 신고내용, 피해자 학원과 학교 선생님 진술, 피해자와 피고인 가족 증언기록, 구치소 면회기록 등을 증거로 냈다. 동년 2월 11일에는 계모 박 씨에게 전자발찌가 청구되었으며, 같은 날 3차 공판에서는 3명의 검사가 살인죄를 입증하였다. 그리고 같은 해 3월 11일에는 결심공판에서 검사는 계모 박에게 사형을 구형하였다. 그리고 같은 해 4월 11일, 1심 재판부는 계모 박에게 징역 15년형을 선고했다. 그러자 검찰은 해외 형량에 비해 너무 적다는 이유로, 계모 박은 형이 너무 무겁다며 항소하면서 결국 부산고등법원에서 2심 재판을 진행하였다. 계모 박의 항소심 결심 공판에서는 역시 1심과 같이 피고인에게 사형을 구형하였고, 10월 16일, 항소 재판부는, 피고인에게 미필적 고의에 의한 살인죄를 적용, 원심을 깨고 징역 18년형을 선고했다. 그리고 같은 해 10월 20일, 계모 박 씨는 대법원 상고를 포기하면서 결국 징역 18년이 확정되었다. 한편 피해자 이 양의 친부는 울산지방법원에서 검찰에 의해 5년을 구형받았고, 결국 2014년 11월 27일, 1심에서 징역 3년을 선고하고 법정 구속했다. 그리고 피해자 이 양의 친부도 항소장을 제출하였으나 항소심에서는 이보다 더한 징역 4년형이 선고되었다. 이와 별도로 피해자 이 양의 친모는 계모와 친부에게 손해배상소송을 제기하여 결과 8천만원을 배상하라는 판결까지 내렸다. 2015년 11월 계모 박 씨의 학대로 숨진 고 이서현 친부 이 씨는 대법원에 상고를 하였으나 대법원 3부는 친부 이 씨에게 징역 4년을 원심 확정하였다.

## 논란
11월 7일 정부는 초등학교 교직원, 학원 강사 등 아동학대를 알고도 신고하지 않은 신고의무자를 찾아 과태료를 부과하기로 했으나, 2014년 1월 24일 신고의무자 전원에게 과태료를 부과하지 못한다는 결론을 내렸다. '아동학대를 알고도 무시했다'는 증거 없이 '알았을 수도 있다'는 애매한 정황만으로 과태료 처분을 내릴 수는 없다는 것이다. 또한 피해자 이양의 학교가 친모에게 생활기록부를 주지 않아 논란이 일고 있다. 그리고 계모 박의 신상이 공개된 사건도 발생했다.

## 사건 이후
2013년 12월 30일 아동학대 사망 땐 최대 무기징역으로 처벌하는 '아동학대범죄의 처벌 등에 관한 특례법' 제정안이 국회 법제사법위원회 전체회의를 통과했다.
그리고 이번 사건을 계기로, 2014년 9월 29일, 아동학대 처벌에 관한 특례법이 시행되어, 친권제한 및 가중처벌, 신고의무자 강화 및 접근금지등이 시행되고 처벌이 대폭 강화되었다.